# Cleptometopus ochreomaculatus
Cleptometopus ochreomaculatus là một loài bọ cánh cứng trong họ Cerambycidae.